# Žlutá
Žlutá (básnicky žluť) je jedna ze základních barev barevného spektra, je to barva monochromatického světla o vlnové délce mezi 565 nm a 590 nm.
Žlutá barva patří mezi základní barvy při subtraktivním míchání používaném při barevném tisku (viz CMYK), jejím doplňkem je modrá. (V tradiční teorii barev je doplňkem žluté barvy nachová.)

## Použití a symbolika žluté barvy

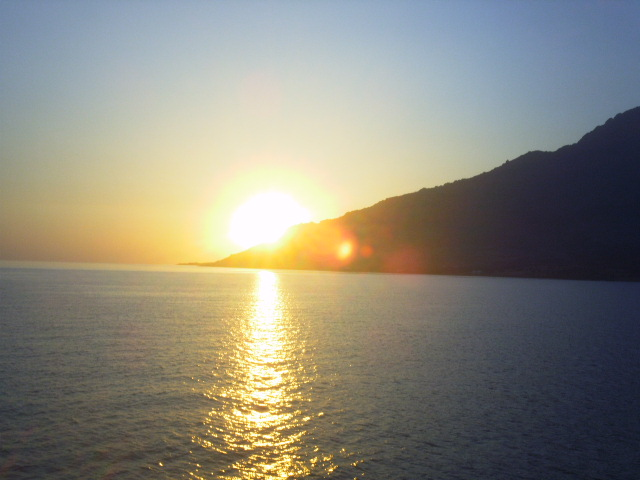
Slunce je tzv. žlutý trpaslík

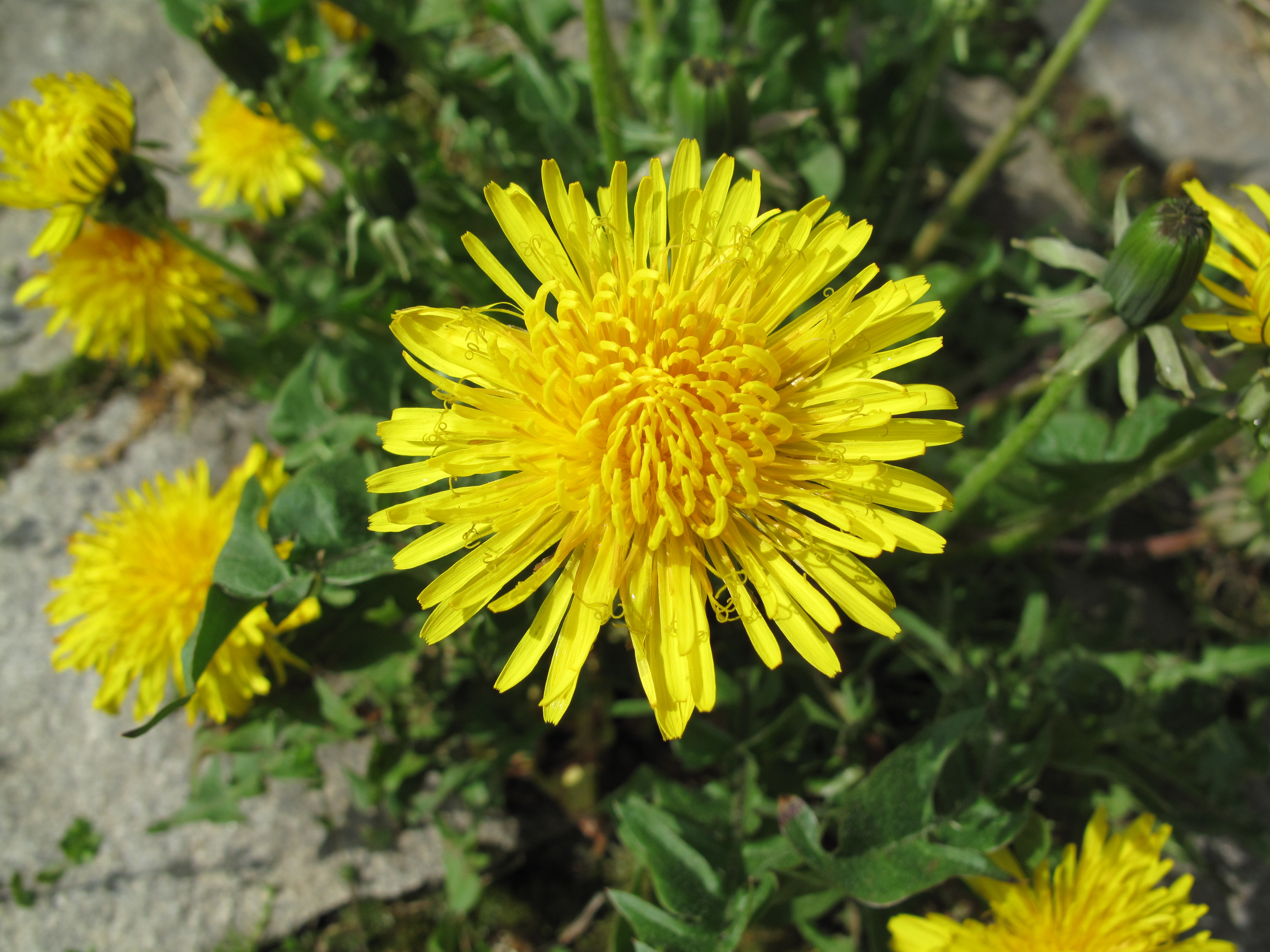
Pampeliška, květina se žlutým květem

Žlutá je velice výrazná barva, maximum slunečního záření je právě v oblasti žluté barvy, lidské oko je na žlutou barvu velice citlivé. Z toho důvodu se žlutá používá pro upoutání pozornosti, jako varování a podobně:
- Žlutá je (též v přírodě) barvou signální. Nejvyššího účinku dosahuje v kontrastu s černou.
- Na semaforu znamená žlutá barva „pozor“, signalizuje brzkou změnu signálu.
- Ve sportu žlutá barva slouží pro varování (žlutá karta), při automobilových závodech signalizuje žlutá vlajka výstrahu, auta se nesmí předjíždět.
- Vysoce viditelné žluté barvy jsou používány pro silniční konstrukční zařízení, žlutým majáčkem jsou označena vozidla, která by mohla ohrozit okolní provoz.
- V Kanadě a USA jsou školní autobusy natřeny na žluto z důvodu viditelnosti a bezpečnosti.
- Žlutá v umění často zastupuje zlatou a jako taková je symbolem věčnosti.
- Jako „žlutá rasa“ se označují Asiaté.
  - V USA ve 20. století byli imigranti z Číny a jiných východoasijských zemí hanlivě nazývání „Žlutá hrozba“.
- V tradičním západním umění je žlutá barvou bohatství, otcovství, ale též závisti, Jidáše, Židů a synagogy.
- Žlutá barva byl symbol čínských císařů a čínské monarchie. Byla to také barva Nové Strany v Čínské republice.
- Tužky mají žlutou barvu kvůli své spojitosti s Čínou, kde se nachází nejlepší grafit. Pouze tužky s čínským grafitem se barvily na žluto.
- V některých zemích jsou běžně žlutá taxi. Počátek této praxe nalezneme v New Yorku, kde Harry N. Allen natřel své taxi na žluto, když zjistil, že žlutá je na dálku nejlépe viditelnou barvou.
- Žlutá je mezi mezinárodními politickými organizacemi barva liberálů.
- Žlutého papíru užívají Zlaté stránky – součást telefonního seznamu, který je tříděn podle kategorií.
- Dočasné vodorovné dopravní značky jsou provedeny žlutou barvou (na rozdíl od trvalých, které jsou bílé).
- V barevném značení odporů znamená žlutá barva číslici 4

Mnoho zemí má na svých vlajkách žlutou barvu, na obrázku je ukrajinská

- Žlutá se vyskytuje na vlajkách, kde dle vexilologického názvosloví symbolizuje sluneční paprsky, bohatství (zlato) nebo (tak jako na ukrajinské vlajce) obilí.
- Žlutá je typická barva pro moč.
- Žlutou barvu používaly i legendární výpravy  "Trabantem napříč kontinenty".